# Bidar (stad)
Bidar is een stad in het district Bidar van de Indiase staat Karnataka. 

## Demografie
Volgens de Indiase volkstelling van 2001 wonen er 172.298 mensen in Bidar, waarvan 52% mannelijk en 48% vrouwelijk is. De plaats heeft een alfabetiseringsgraad van 69%. 

## Galerij

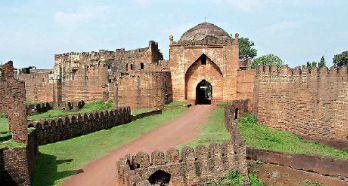
Fort van Bidar
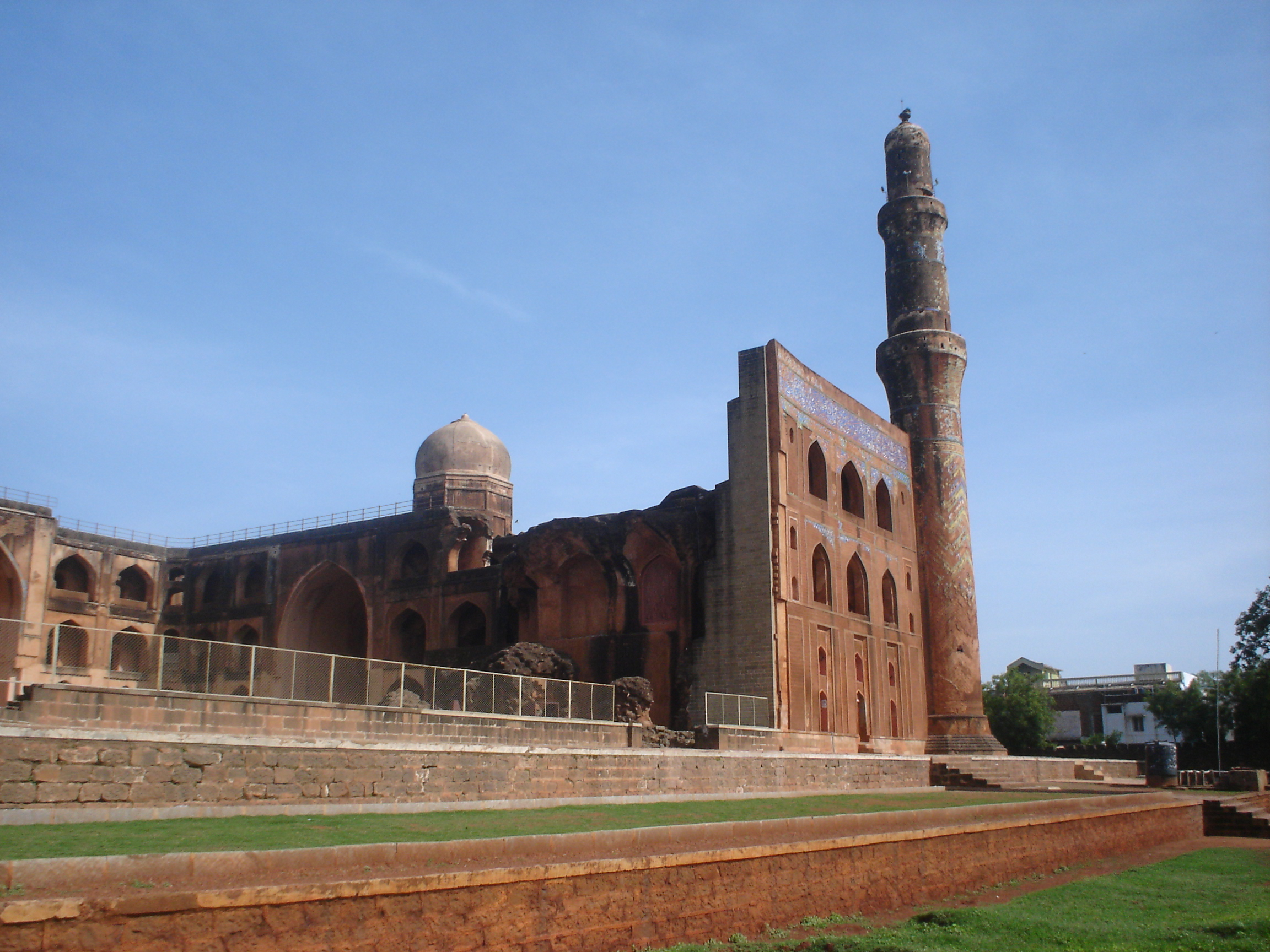
Arabische universiteit
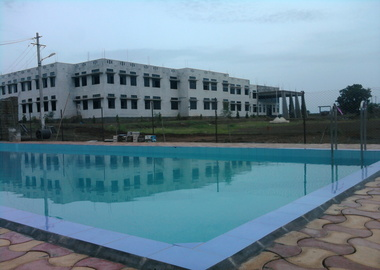
School
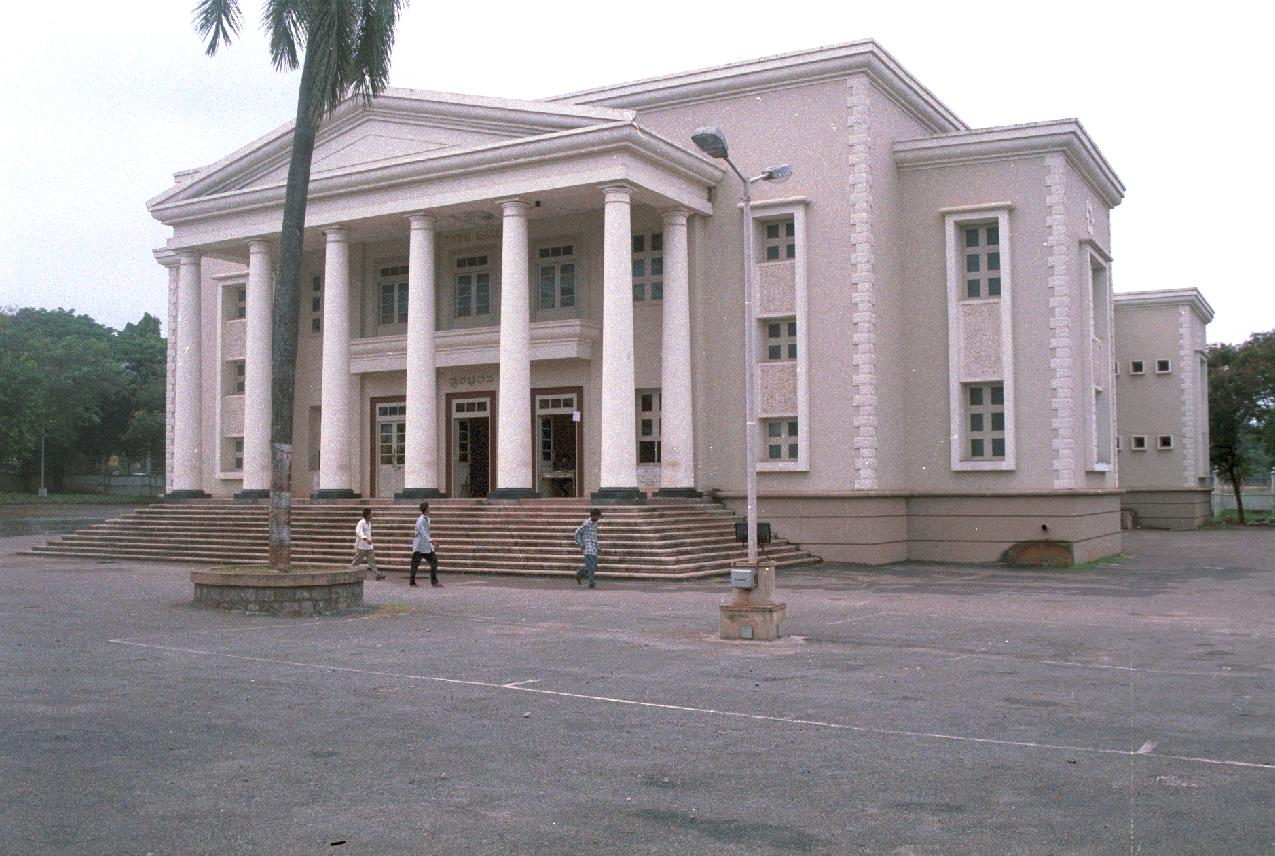
Gemeentehuis